# Cacopsylla elegans
Espèce
Cacopsylla elegans est une espèce d'insectes hémiptères appartenant à la famille des Psyllidae. On la trouve sur Sorbus japonica, au Japon.